# Mam prawo... czasami... banalnie
Mam prawo...czasami... banalnie – debiutancki album studyjny polskiego aktora i wokalisty Andrzeja Grabowskiego. Wydawnictwo ukazało się 26 listopada 2010 roku nakładem wytwórni muzycznej Universal Music Polska. Na płycie znalazło się trzynaście utworów, do których muzykę napisali Marcin Lamch, Przemysław Pacan i Krzysztof Niedźwiecki, natomiast autorami tekstów byli m.in. Jan Nowicki, Andrzej Poniedzielski i Krzysztof Nowak.
Nagrania dotarły do 36. miejsca zestawienia OLiS.

## Lista utworów
Opracowano na podstawie materiału źródłowego.
1. „Czasami” - 3:35
2. „Karuzelowy” - 3:30
3. „My jesteśmy Harlem” (gościnnie: Śliwka Tuitam) - 3:48
4. „Hydropiosenka” - 3:08
5. „Banalnie” - 3:41
6. „Tango Orangutango” - 4:22
7. „Siedem lat” - 3:54
8. „Męska rozmowa z telewizorem” - 3:31
9. „Mam prawo do takich kilku zdań” - 3:10
10. „Talita Kumi” - 2:58
11. „Diabły” - 3:29
12. „Siedzę za stołem” - 4:33
13. „Koniec” - 8:11